# Solanum laciniatum
Solanum laciniatum ist eine Pflanzenart aus der Gattung der Nachtschatten (Solanum) in der Familie der Nachtschattengewächse (Solanaceae). Innerhalb der Gattung wird die Art in die Untergattung Archaesolanum eingeordnet. Das Verbreitungsgebiet liegt in Australien und Neuseeland.

## Beschreibung

### Vegetative Merkmale
Solanum laciniatum ist ein 1 bis 3 m hoher, mehrere Jahre ausdauernde Strauch. Er besitzt weiches Holz, der Hauptstamm erreicht einen Durchmesser von bis zu 10 cm und ist violett überzogen. Mit zunehmendem Alter breitet er sich immer weiter aus und wirkt recht weitläufig. Die Pflanze ist überwiegend unbehaart, es gibt nur wenige feine, drüsige Trichome an den jungen Trieben und Knospen, auch an Keimlingen und jungen Blättern sind vereinzelt einfache Trichome zu finden, die jedoch bald abfallen.
Die sympodialen Einheiten sind vielblättrig. Selbst an einer Pflanze sind die Größe und Form der Laubblätter sehr variabel. Gelappte Blätter sind 15 bis 30 cm lang und 10 bis 15 cm breit, im Umriss breit eiförmig und mit meist sieben (aber auch von eins bis neun) Teilblättern tief fiederschnittig geteilt. Die Teilblätter reichen nicht bis zur Mittelrippe, sind bis zu 10 cm lang und 1 cm breit, das unterste Paar ist meist kleiner. Ihre Form ist lanzettlich, die der Blattrand ist rund geschwungen, die Spitze der Lappen ist abgestumpft bis zugespitzt. Die Blattbasis ist keilförmig und läuft mehr oder weniger unverändert den 1 cm langen Blattstiel herab. Nicht gelappte Blätter sind meist 10 (selten 5 bis 20) cm lang und 1,5 (selten 1 bis 4) cm breit, lanzettlich, ganzrandig, zur Basis keilförmig und nach vorn zugespitzt. Zwischen beiden Blattformen sind viele Zwischenstadien zu finden.

### Blütenstände und Blüten
Die Blütenstände sind 5 bis 15 cm lange Schraubel, die einfach oder an der Basis gegabelt sein können. Oftmals stehen sie in Gabelungen der Sprossachse oder in Blattachseln und bestehen aus bis zu zehn Blüten. Der Blütenstandsstiel wird bis zu 4 cm lang, die Rhachis bis zu 10 cm. Die einzelnen Blütenstiele sind 1,5 bis 3 cm lang und schlank. Die Knospen sind schmal elliptisch, die noch geschlossene Krone steht schon früh über die Kronröhre hinaus.
Die Kelchröhre der Blüten ist 3 bis 4 mm lang, sie ist mit kurzen und breiten, bis zu 2 cm langen Kelchzipfeln besetzt. Ihr Rand ist nahezu trockenhäutig, ihre Spitze ist etwa 1 mm lang und stumpf stachelspitzig. Die Krone hat einen Durchmesser von 3 bis 5 cm, ist radförmig und mit einer dunkel purpurn-blau Färbung sehr auffällig. Die Kronlappen sind miteinander mit einem Gewebe verwachsen, das über die eigentlichen Spitzen der Kronblätter hinausreicht, so dass der Kronsaum etwas eingebuchtet erscheint.
Die Staubfäden sind 3 bis 4 (selten bis 5) mm lang; die Staubbeutel sind langgestreckt, freistehend und 3 bis 4 mm lang. Sie öffnen sich durch Poren an den Spitzen, sie sich später zu Schlitzen vergrößern. Der Fruchtknoten ist 1,5 bis 3 mm lang und stumpf konisch geformt. Auf ihm sitzt ein 6 bis 9 mm langer Griffel mit einer kopfigen, leicht zweilappigen Narbe, die deutlich papillös ist.

### Früchte und Samen

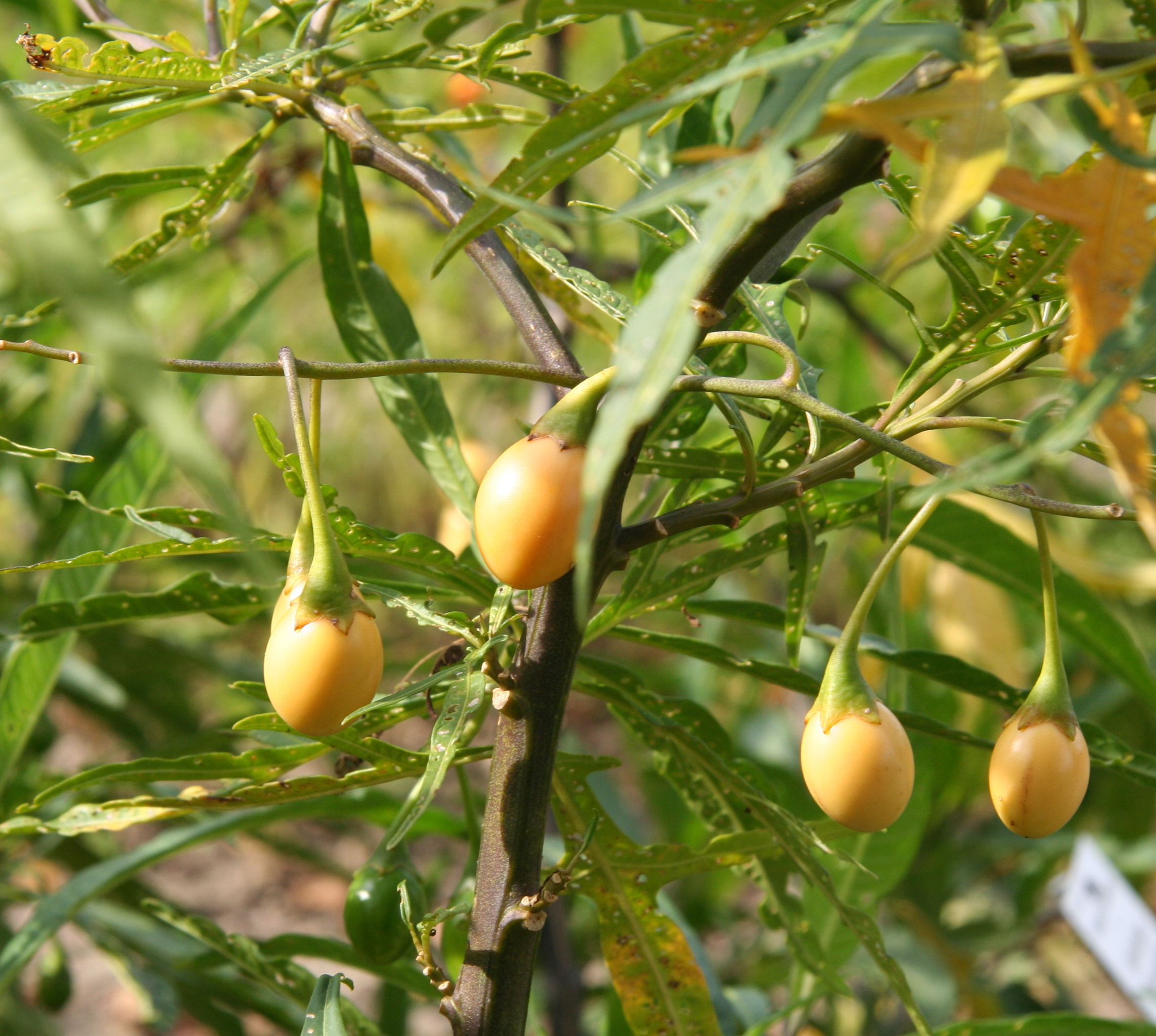
Reife Früchte

Zur Fruchtreife verlängert sich die Rhachis auf 10 bis 20 cm, die Blütenstiele auf 2 bis 3 cm. Der Kelch erreicht Größen von 5 × 5 mm, ist vergrößert und anliegend, so dass er die Basis der Frucht umschließt. Die Frucht ist eine 1,5 bis 2 cm durchmessende Beere, die eiförmig bis umgekehrt eiförmig ist. Zunächst ist sie grün gefärbt, zur Reife verblasst sie zu gelb oder orange-gelb. Sie ist saftig und fällt bei Reife einfach von der Pflanze ab.
Die Früchte enthalten 200 bis 300 Samen. Diese sind umgekehrt eiförmig bis breit umgekehrt eiförmig und rötlich braun gefärbt. Ihre Oberfläche ist konzentrisch runzelig und besitzt einige wenige netzförmige Linien. Neben den Samen befinden sich 40 bis 60 Steinzellen in den Früchten. Diese sind meist 2 bis 2,5 (selten 1 bis 3,5) mm groß, abgerundet und nur selten mit facettenförmigen Vertiefungen versehen.

### Chromosomenzahl
Die Chromosomenzahl beträgt 2n = 96.

## Verbreitung und Standorte
Die Art kommt in Neuseeland sowie in Australien vom südöstlichen South Australia bis nach Victoria und Tasmanien vor. In Western Australia ist sie angesiedelt, manche Autoren halten die Vorkommen in Neuseeland ebenfalls für angesiedelt. Die Art wächst auf einer großen Vielfalt von Böden. Sie ist in Bodensenken, auf stabilisierten Sanddünen, an Bachufern und an Straßenrändern zu finden, meist in gleichmäßig feuchten Gebieten.

## Inhaltsstoffe
Solanum laciniatum enthält unter anderem Solasodin, ein Glycoalkaloid, das industriell zur Steroidsynthese (z. B. Kontrazeptiva) verwendet wird.

## In-vitro-Vermehrung
Eine sehr effiziente Methode zur Vermehrung von Solanum laciniatum stellt die Anlegung einer Haarwurzelkultur auf einem Nährmedium dar.